# Sullana
Sullana là thủ phủ tỉnh Sullana, ở vùng đồng bằng duyên hải tây bắc Peru.

## Vị trí
Sullana có toạ độ 04°53' vĩ nam, 80°41' kinh tây, cách Piura (thủ phủ vùng) 38 km về phía bắc.

## Khí hậu
Vùng này có khí hậu xavan nhiệt đới, nhiệt độ trung bình 27 °C. Nhiệt độ tối thiểu 16 °C, tối đa 38 °C (có lúc vượt ngưỡng 42 °C nếu xảy ra El Niño).
Nhờ vào sông Chira, vùng quanh Sullana rất màu mỡ, với cây cối nhiệt đới xum xuê. Sullana vừa là một trung tâm buôn bán quan trọng, vừa là vựa bông lớn của Peru (cùng với tỉnh San Martín và Tumbes).

## Dân cư
Dù hoạt động di cư đến Sullana có sôi động, "pueblos jóvenes" (khu dân cư xập xệ) vẫn chưa nhiều hay nổi bật như ở Piura. Dân số Sullana là 112.770 người vào nằm 1981, 147.361 người vào năm 1993, 162.500 người vào năm 2005.

## Lịch sử
Vùng thung lũng Chira lâu nay là một vùng trồng trọt quan trọng. Trước khi người Tây Ban Nha đến, người Tallán, người Moche, người Chimú, rồi người Inca đã có mặt nơi đây. Người Tây Ban Nha chọn vùng này làm nơi dựng nên San Miguel de Tangarara, thành phố đầu tiên của họ trong khu vực này của Nam Mỹ, vào ngày 15 tháng 7, 1532. Người Tây Ban Nha dẹp bỏ hệ thống làm nông truyền thống địa phương, áp đặt Repartimiento và Encomienda.
Sullana được lập ra vào cuối thế kỷ XVIII (ngày 8 tháng 7 năm 1783), bởi Giám mục Baltazar Jaime Martínez de Compañon y Bufanda, với cái tên "El Principe" (Hoàng tử).

## Vận tải
Sullana có tuyến xe buýt nối lên phía bắc, nối với Piura về phía nam, nối đến Ayabaca trong nội địa, nối tới La Tina cạnh biên giới với Ecuador.
Tuyến Tren de la Costa chạy ngang thành phố đang được lên dự án.

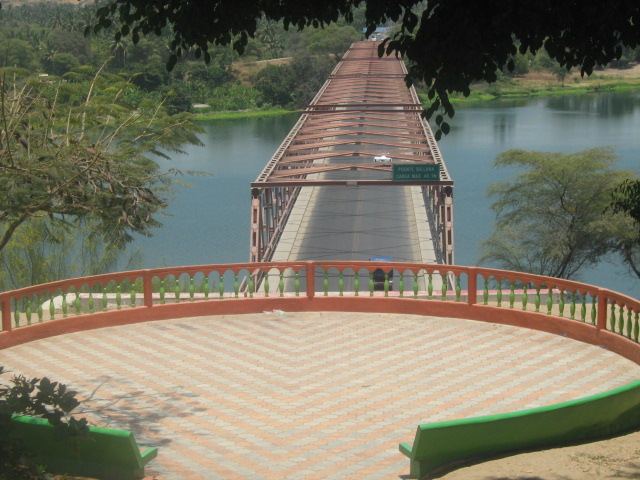
Mirador de Sullana là một điểm đến trong thành phố